# Malheur River
Der Malheur River (lokale Aussprache: MAL-hyure) ist ein 306 km langer Nebenfluss des Snake River im östlichen US-Bundesstaat Oregon.  
Er entwässert einen Teil des Großen Beckens, einer Hochwüstenlandschaft zwischen dem  Harney Basin, den Blue Mountains und dem Snake River.
Der nahegelegene Malheur Lake liegt nicht im Einzugsgebiet des Malheur River, sondern südwestlich davon im Harney Basin.

## Flusslauf
Der Malheur River hat seinen Ursprung in den südlichen Blue Mountains im Süden des Grant County und südlich des Strawberry Mountain. 
Er fließt in südlicher Richtung durch den Malheur National Forest, anschließend nach Südosten an Drewsey vorbei und durch das Warm Springs Reservoir.
Bei Riverside im östlichen Malheur County trifft der South Fork Malheur River von Süden kommend auf den Fluss.
Danach wendet sich der Malheur River abrupt nach Norden.
Bei Juntura mündet der North Fork Malheur River von Norden kommend in den Fluss. 
Ab Juntura fließt der Malheur River überwiegend in östlicher Richtung an Vale vorbei und erreicht schließlich 3 km nördlich von Ontario den Snake River.

## Flussumleitungen
Das Wasser im Unterlauf des Malheur River wird zur Bewässerung der im Snake River Plain gelegenen Kartoffelanbaugebiete abgeleitet.
Es gibt etwa 600 km Bewässerungskanäle und -gräben im unteren Einzugsgebiet des Malheur River und dessen Nebenflusses Willow Creek.
Der Wasserstand des Malheur River und seiner Zuflüsse wird stark beeinflusst durch ein komplexes System von Ableitungen und Kanälen zur Bewässerung, das etwa bei Flussmeile 65, bei Namorf und Harper (Oregon) beginnt. Es erstreckt sich bis zur Mündung des Flusses in  Ontario und deckt ein Gebiet von 132.000 Acre (rund 53.000 Hektar) ab. Das System gehört zu dem vom Bureau of Reclamation geführten Vale Project, das eine Reihe von Stauanlagen beinhaltet, deren größte das Warm Springs Reservoir am Hauptarm des Malheur River, das Beulah Reservoir am North Fork Malheur River, das Bully Creek Reservoir am Bully Creek und das Malheur Reservoir am Willow Creek sind.
Landwirtschaftliche Abwässer führten zu erhöhten Phosphat-Werten im unteren Bereich des Malheur River.

## Geschichte
Der Name des Flusses leitet sich aus dem französischen Wort Malheur für Pech oder Unglück ab.
Diesen Namen verdankt der Fluss französisch-kanadischen Trappern, welche für die 
North West Company arbeiteten und an den Snake County Expeditions von Donald Mackenzie ab 1818 teilnahmen, und sich über den unglücklichen Umstand beklagten, dass ihre Biberfelle von Indianern gestohlen wurden.

## Naturgeschichte
Das Einzugsgebiet des Malheur River war früher einmal ein bedeutendes Laichgebiet von Wanderfischen wie den Lachsen.  
Anfang des 20. Jahrhunderts wurde jedoch mit dem Bau zahlreicher Staudämme am Snake River diese Fischwanderung blockiert und die Fischpopulation verschwand.

## Schutzgebiete
Ein Teil des Malheur River, 22 Flusskilometer umfassend, ist seit 1988 als National Wild and Scenic River (in den Kategorien wild und scenic) geschützt.
Am North Fork Malheur River sind 40 km in der Kategorie scenic (landschaftlich reizvoll) als National Wild and Scenic River ausgezeichnet.